# Wagneriana juquia
Wagneriana juquia är en spindelart som beskrevs av Levi 1991. Wagneriana juquia ingår i släktet Wagneriana och familjen hjulspindlar. Inga underarter finns listade i Catalogue of Life.